# Anastrepha katiyari
Anastrepha katiyari är en tvåvingeart som beskrevs av Allen L.Norrbom 1998. Anastrepha katiyari ingår i släktet Anastrepha och familjen borrflugor. Inga underarter finns listade i Catalogue of Life.